# Joël Gayraud
Vous pouvez aider à l'améliorer ou bien discuter des problèmes sur sa page de discussion.
- Il ne s’appuie pas, ou pas assez, sur des sources secondaires ou tertiaires. (Marqué depuis février 2021)
- Il contient une ou plusieurs listes. Le texte gagnerait à être rédigé sous la forme d’un ou plusieurs paragraphes synthétiques, afin d’être plus agréable à lire. (Marqué depuis février 2021)
- Son texte doit être wikifié : il ne correspond pas à la mise en forme Wikipédia (style, typographie, liens internes, liens entre les wikis, etc.). (Marqué depuis février 2021)
- Sa forme n’est pas encyclopédique et ressemble trop à un curriculum vitæ. Modifiez le texte pour aider à le transformer en article neutre. (Marqué depuis février 2021)

- Archive Wikiwix
- Bing
- Cairn
- DuckDuckGo
- E. Universalis
- Gallica
- Google
- G. Books
- G. News
- G. Scholar
- Persée
- Qwant
- (zh) Baidu
- (ru) Yandex
- (wd) trouver des œuvres sur Wikidata

Joël Gayraud, né en 1953 à Paris est un traducteur, poète et essayiste de langue française.

## Biographie
C'est dans les années 1966-1967, alors qu'il est élève  au lycée Jacques-Decour à Paris, que Joël Gayraud découvre le surréalisme, le mouvement Dada et les textes situationnistes. Il est profondément marqué par la peinture de Chirico, les Manifestes de Breton, le Formulaire pour un urbanisme nouveau d’Ivan Chtcheglov, le pamphlet De la misère en milieu étudiant, puis par les événements de Mai 68. Après des études en classes préparatoires littéraires au lycée Condorcet, il enseigne les lettres dans divers établissements du second degré.
Il mènera de front une pratique régulière de la poésie et des réflexions critiques et philosophiques exposées dans plusieurs recueils d’aphorismes et pensées détachées et un vaste essai sur l’urgence de la réouverture de l’horizon utopique au XXIe siècle (L’Homme sans horizon). Sa réflexion théorique s’appuie sur l’œuvre de Charles Fourier, la pensée de Marx débarrassée du marxisme, la tradition libertaire, la théorie critique situationniste et celle de l’école de Francfort, et surtout la subversion poétique initiée par le romantisme et développée par le symbolisme et le surréalisme. Il publie des textes de création ou d’analyse dans diverses revues françaises et étrangères (Europe, Critique, Empreintes, L’Œuf sauvage, Socialter, Infosurr, Des pays habitables, Le Bathyscaphe, Surr, Analogon, Phosphor , Peculiar Mormyrid, A Phala etc.). Il est également l'auteur de nombreuses préfaces à des textes d'auteurs classiques, modernes ou contemporains (Dante, Scarron, Diderot, Sade, Saint-Just, Nerval, Bakounine, Verlaine, Jarry, Péret, Pierre Peuchmaurd etc.) En parallèle il poursuit une activité de traducteur d’œuvres principalement philosophiques ou poétiques (italien, anglais, latin et grec ancien).
Membre du comité de rédaction de la revue Tiqqun (organe conscient du Parti Imaginaire) publiée au début des années 2000, Joël Gayraud participe depuis novembre 1995 aux expositions et réunions du groupe surréaliste de Paris, et est membre du comité de rédaction de la revue Alcheringa,publiée par ce groupe.

## Œuvres
- Prose au lit (poèmes, aphorismes), Paris, La petite chambre rouge, 1985.
- Si je t’attrape, tu meurs (roman pour la jeunesse), Paris, Syros, 1995.
- La Peau de l’ombre (aphorismes, réflexions critiques et philosophiques), Paris, José Corti, 2003[11].
- Ordonnance (poème), Saint-Clément, Le Cadran ligné, 2009.
- Clairière du rêve (poème), avec des images de Jean-Pierre Paraggio, Annemasse, L’Umbo, 2010[12].
- Passage public (proses), Montréal, L’oie de Cravan, 2012[13],[14].
- Ocelles (poèmes), avec des dessins de Virginia Tentindo, Toulouse, L’Umbo, 2014[15].
- La Paupière auriculaire (aphorismes, réflexions critiques et philosophiques), Paris, Éditions Corti, 2017[16].
- L’Homme sans horizon. Matériaux sur l’utopie, Montreuil, Libertalia, 2019[17],[18].
- Les Tentations de la matière, poèmes sur des sculptures de Virginia Tentindo, Nérac, Pierre Mainard éditeur, coll. « Hors Sentiers », 2021[19],[20].
- Les Aléas du calendrier, avec des dessins de Guy Girard, Gajan, Venus d'ailleurs éditeurs, 2022.
- À moins d'un titre, Fontaine, Editions Litan, 2025.

## Traductions

### De l’italien
- Internazionale situazionista, Écrits complets, trad. en collab. avec Luc Mercier, Paris, Contre-Moule, 1988.
- Giacomo Leopardi, Pensées, Paris, Allia, 1992 ; rééd. 1994, augmentée d’une préface et de commentaires de Cesare Galimberti.
- Giacomo Leopardi, Petites œuvres morales, Paris, Allia, 1992; rééd. revue et corrigée, ibid., 2007.
- Cesare Pavese, La Trilogie des machines, Paris, Mille et une nuits, 1993.
- Giacomo Leopardi, Le Massacre des illusions, Paris, Allia, 1993.
- Giacomo Leopardi, La Théorie du plaisir, Paris, Allia, 1994.
- Giacomo Leopardi, Journal du premier amour, Paris, Allia, 1994.
- Primo Levi, Le Devoir de mémoire, Paris, Mille et une nuits, 1995.
- Giacomo Leopardi, Éloge des oiseaux, Paris, Mille et une nuits, 1995.
- Machiavel, Histoire du diable qui prit femme, Paris, Mille et une nuits, 1996.
- Giacomo Leopardi, Théorie des arts et des lettres (anthologie établie, présentée et annotée par J. Gayraud), Paris, Allia, 1996.
- Mario Rigoni Stern, Lointains hivers, trad. en collab. avec Marilène Raiola, Paris, Mille et une nuits, 1999.
- Giacomo Leopardi, Mémoires de ma vie (anthologie établie, présentée et annotée par J. Gayraud), Paris, José Corti, 2000.
- Giorgio Agamben, L'Ouvert, Paris, Rivages, 2002.
- Giorgio Agamben, Valeria Piazza, L'Ombre de l'amour, Paris, Rivages, 2003.
- Giorgio Agamben, État d'exception, Paris, Le Seuil, 2004.
- Giorgio Agamben, La Puissance de la pensée, trad. en collab. avec Martin Rueff, Paris, Rivages, 2006.
- Giorgio Agamben, Signatura rerum, Paris, Vrin, 2008.
- Giorgio Agamben, Le Règne et la gloire, trad. en collab. avec Martin Rueff, Paris, Le Seuil, 2008.
- Giorgio Agamben, Le Sacrement du langage, Paris, Vrin, 2009.
- Giorgio Agamben, De la très haute pauvreté, Paris, Rivages, 2011.
- Giorgio Agamben, Qu'est-ce que le commandement? Paris, Rivages, 2013.
- Giorgio Agamben, Pilate et Jésus, Paris, Rivages, 2014.
- Giorgio Agamben, La Guerre civile, Paris, Points, Le Seuil, 2015.
- Giorgio Agamben, L’Usage des corps, Paris, Le Seuil, 2015.
- Giorgio Agamben, L’Aventure, Paris, Rivages, 2016.
- Rosa Rosà, La Femme d’après-demain (textes réunis, présentés et traduits par J. Gayraud), in revue Mirabilia, n° 10, décembre 2016[21].
- Giorgio Agamben, Le Problème du mal, Paris, Bayard, 2017.
- Giorgio Agamben, Principia hermeneutica et Sur l’écriture des préambules, in revue Critique n° 836-837, janvier-février 2017.
- Giorgio Agamben, Au-delà du droit et de la personne, préface à La personne et le sacré de Simone Weil, Paris, Rivages, 2017.
- Giorgio Agamben, Karman, Court traité sur la faute, l’action et le geste, Paris, Le Seuil, 2018.
- Giorgio Agamben, Création et anarchie, Paris, Rivages, 2019.
- Giorgio Agamben, Le Royaume et le Jardin, Paris, Rivages, 2020.
- Emanuele Coccia, Hiérarchie. La société des anges, Paris, Rivages, 2023.

### De l’anglais
- Sylwia Chrostowska, Feux croisés, propos sur l’histoire de la survie, coll. Critique de la Politique, Paris, Klincksieck, 2019.

### Du grec ancien
- Lucien de Samosate, Sectes à vendre, trad. de Belin de Ballu, révisée, corrigée, annotée et postfacée, Paris, Mille et une nuits, 1997.
- Sappho de Mytilène, Ode I, 2, Saint-Clément, Le Cadran ligné, 2012.

### Du latin
- Ovide, L'Art d’aimer, trad. annotée et postfacée, Paris, Mille et une nuits, 1998.
- Érasme, Les Travaux d’Hercule, trad. annotée et commentée, Bruxelles, Editions du Hazard, Haute Ecole de Bruxelles, Institut supérieur de traducteurs et interprètes, février 2012.